# Vladimir Stevanović
Vladimir Stevanović (serbisch-kyrillisch Владимир Стевановић; * 4. Dezember 1947 in Belgrad; † 19. März 2024 ebenda) war ein serbischer Botaniker, Biogeograph und Pflanzensoziologe, dessen Arbeitsgebiet allgemeine Fragen zur Flora der Balkanhalbinsel umfassen. Ab 2012 war er ständiges Mitglied der Serbischen Akademie der Wissenschaften und Künste.

## Wissenschaftliche Laufbahn und Werke

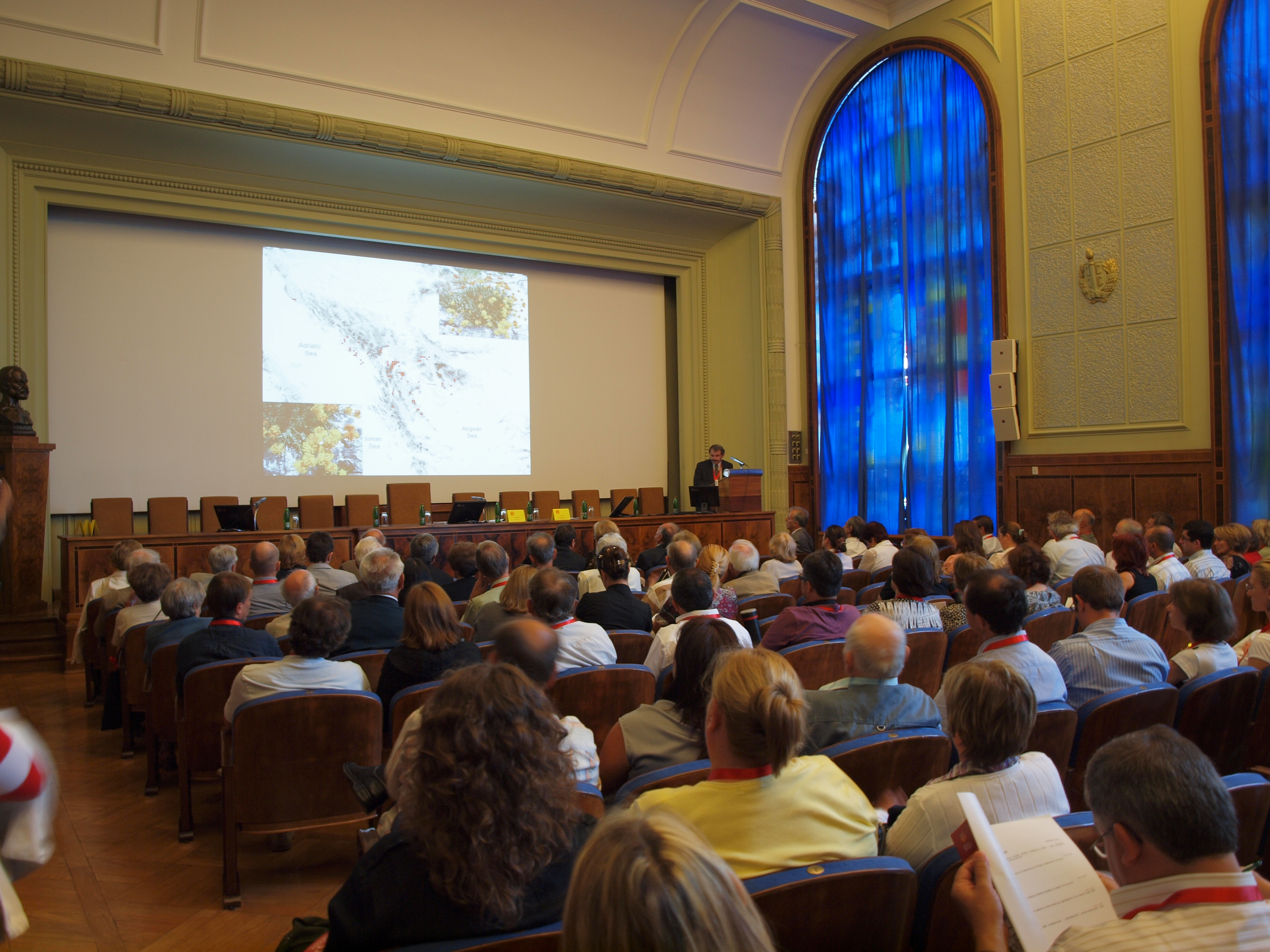
Der große Saal der Akademie. Eröffnungsrede und Referat Vladimir Stevanovićs anlässlich des Fünften Kongresses zur Phytogeographie der Balkanhalbinsel

Vladimir Stevanović war langjähriger Leiter der systematischen botanischen Abteilung der Universität Belgrad. Er war Chef der Abteilung für Pflanzengeographie und Synokologie an der Biologischen Fakultät. Er leitete und koordinierte die Aufgaben im Komitee der Vegetationskartierungen der südlichen Republiken des ehemaligen Jugoslawiens (Bosnien und Herzegowina, Montenegro, Serbien und Makedonien) im 50 km UTM Netzwerk des Atlas Flora Europaea, fungierte als Herausgeber des Red Data Books von Serbien (Crvena knjiga flore Srbije, dt. Rote Liste Arten der Flora Serbiens) und war leitender Bearbeiter der von der Serbischen Akademie der Künste und Wissenschaften (SANU) herausgegebenen  Neuauflage der Flora  Serbiens (Flora Srbije).
Vladimir Stevanović hat 1984 mit einer pflanzensoziologischen und floristischen Arbeit zur Steppenvegetation der Fruška Gora (Ekologija, fitocenologija i floristička struktura stepske vegetacije Fruške Gore) an der Universität Belgrad promoviert.
Mit dem 2. November 2006 wurde er korrespondierendes Mitglied, zum 1. November 2012 ständiges Mitglied der Serbischen Akademie der Wissenschaften und Künste für Ökologie und Biogeographie.
Unter den zahlreichen wissenschaftlichen Arbeiten zur Taxonomie, Ökologie und Synsoziologie ist insbesondere noch die Herausgeberschaft der Biodiversität Jugoslawiens (Biodiverzitet Jugoslavije) (1996), sowie die Arbeiten zur Kartierung der endemischen Vegetation der Balkanhalbinsel erwähnenswert.
Er war Mitglied von OPTIMA und hat 2009 den Fünften Botanischen Kongress zur Balkanflora in der Serbischen Akademie in Belgrad geleitet.

### Forschungsschwerpunkte
Fachlich umfasste das Forschungsgebiet alle terrestrischen Pflanzengesellschaften der Balkanhalbinsel mit einem besonderen Schwerpunkt zu endemischen Gesellschaften, Neo- wie Paläoendemiten und insbesondere Analysen zum floristischen Inventer der balkanischen Hochgebirge und der Herausarbeitung von Hotspots der regionalen Biodiversität geliefert. Diese Arbeiten zu den Kerngebieten der Phytodiversität  balkanischer Gebirge und Regionen schließen an frühere Arbeiten von William Bertram Turrill und August von Hayek an, in der während der Zeit der Leitung des Departments für Phythogeographie durch Vladimir Stevanović die Herbarsammlungen zur Balkanflora an der Biologischen Universität Belgrad erheblich erweitert wurde. Aus dieser Sammlung wurde beispielsweise zusammen mit Mitarbeitern seines Department die Auswertung der eiszeitlichen Reliktflore der ehemals pleistozän vergletscherten Gebirge der Balkanhalbinsel vorgenommen, oder die regionalen Hotspots endemischer, subendemischer, arkto-alpiner und mediterraner Pflanzengruppen ausgewertet.